# Judy Sheindlin
Judy Sheindlin (New York, 21 ottobre 1942) è un'avvocata e scrittrice statunitense.

## Biografia
Sheindlin è nata a Brooklyn da genitori ebrei tedeschi e ebrei russi. Suo padre, Murray, era un dentista, e sua madre, Ethel, era una direttrice d'ufficio.
Sheindlin si è laureata alla James Madison High School di Brooklyn nel 1961 e all'American University di Washington, conseguendo una laurea in scienze governative. Successivamente frequentò la New York Law School, conseguendo la laurea in giurisprudenza nel 1965.
Sheindlin superò l'esame di avvocato dello stato di New York nel 1965 e fu assunta come avvocata aziendale per un'azienda di cosmetici. Nel giro di due anni, insoddisfatta del suo lavoro, lasciò il posto per crescere i suoi figli Jamie e Adam. Nel 1972, divenne pubblico ministero nel sistema giudiziario familiare di New York dopo aver sentito parlare del lavoro da un amico. Nel suo ruolo di avvocato, Sheindlin ha perseguito casi riguardanti abusi sui minori, violenza domestica e delinquenti minorenni.
Per 25 stagioni, dal 16 settembre 1996 al 23 luglio 2021, Sheindlin è stata protagonista del suo omonimo spettacolo televisivo ambientato in tribunale, Judge Judy. Sheindlin è diventata il personaggio televisivo più longevo nella storia della programmazione a tema giudiziario, una distinzione che le è valsa un posto nel Guinness World Records nel 2015. Ha ricevuto un Emmy alla carriera nel 2019 per il suo lavoro.

## Opere
Nel corso della sua carriera, Judy Sheindlin ha pubblicato sette opere di saggistica.
- Don't Pee on My Leg and Tell Me It's Raining (1996)
- Beauty Fades, Dumb Is Forever (1999)
- Keep It Simple, Stupid: You're Smarter Than You Look (2000)
- Win or Lose by How You Choose (2000)
- You're Smarter Than You Look: Uncomplicating Relationships in Complicated Times (2001)
- What Would Judy Say? A Grown-Up Guide to Living Together with Benefits (2013)
- What Would Judy Say: Be the Hero of Your Own Story (2014)